# Camilo Andrés Babilonia
Camilo Andrés Babilonia Navarro  (Bogotá, Colombia, 29 de junio de 1996) es un futbolista colombiano. Se dio a conocer en el reality show Sueño Fútbol. Actualmente juega para el Melita fc de Malta.

## Clubes
| Club                   | País     | Temporadas    |
| ---------------------- | -------- | ------------- |
| Independiente Medellín | Colombia | 2017          |
| CDR Quarteirense       | Portugal | 2018          |
| Santa Lucia            | Malta    | 2018-2020     |
| Kercem Ajax FC         | Malta    | 2020-presente |